# Place du Christ-de-La-Laguna

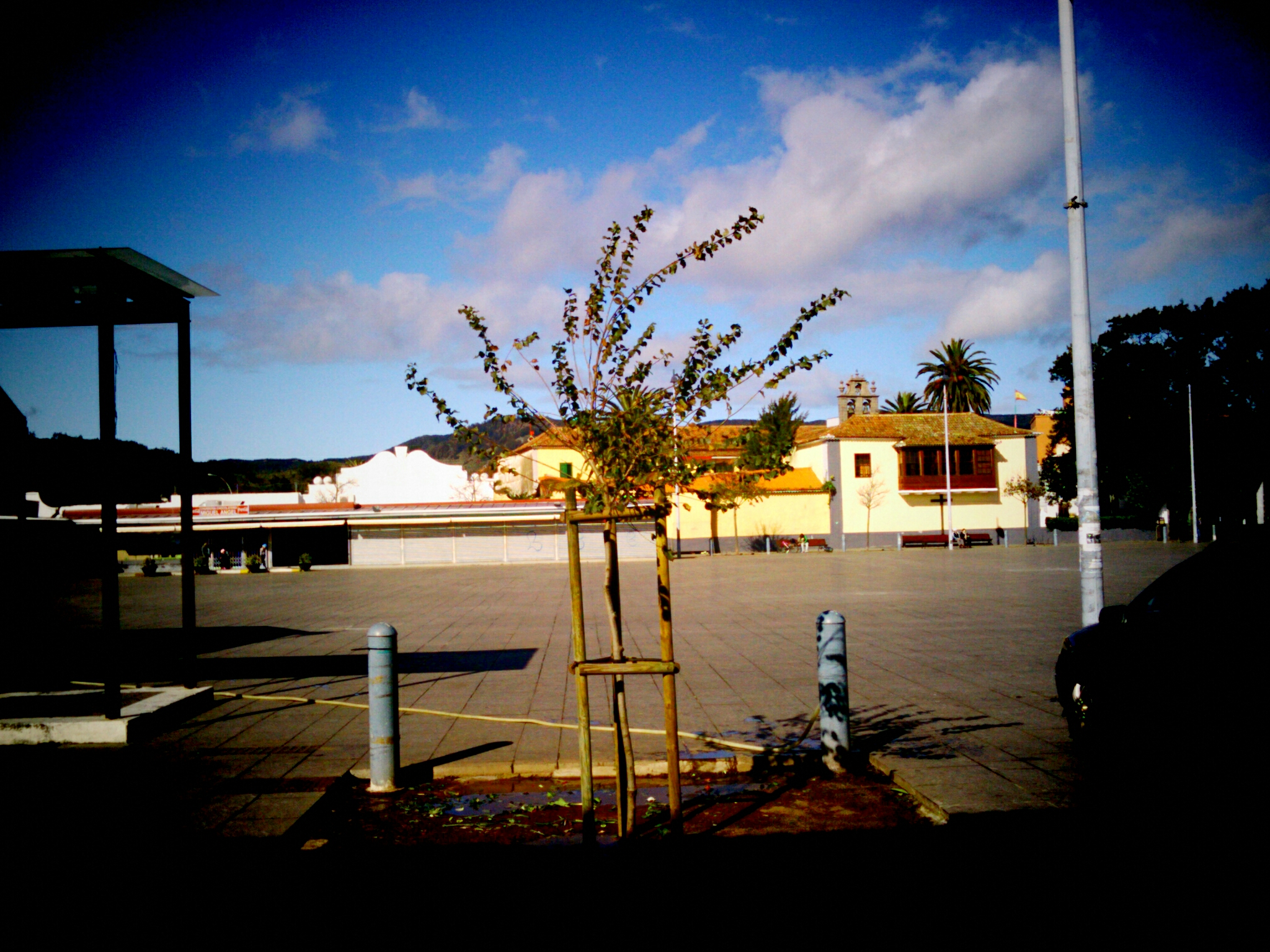
Plaza del Cristo de La Laguna

La place du Christ-de-La-Laguna (espagnol : Plaza del Cristo de La Laguna) est une place de la ville de San Cristóbal de La Laguna (Tenerife, Îles Canaries, Espagne).
La Plaza del Cristo de La Laguna est surtout connue pour la présence du sanctuaire royal du Santísimo Cristo de La Laguna, où se trouve la statue en bois du Christ de La Laguna, objet de vénération populaire des habitants de l'ensemble des îles Canaries. Aujourd'hui, cette place est le marché municipal et est la plus grande place de la ville.
Cette place est considérée comme l'une des places principales de l'île de Tenerife, à côté de la Place d'Espagne de Santa Cruz de Tenerife et de la Place de la Patronne des Canaries à Candelaria.